# Gustavo Moura
Gustavo Manuel Soares Moura (São Pedro, Ponta Delgada, 16 de janeiro de 1934 – Ponta Delgada, 9 de setembro de 2019 (85 anos)) foi um jornalista português. Sem formação superior, o seu jornalismo de mero nível provinciano veio a ser o paradigma da imprensa de Ponta Delgada no atual regime, longe das suas épocas áureas.

## Biografia

### Vida pessoal
Casado com Maria Antonieta da Silva Cabral de Medeiros Moura, pai de sete filhos, avô de nove netos e de dois bisnetos.

### Formação
Frequentou a Escola Primária Anexa ao Magistério Primário, de Ponta Delgada e o Liceu Nacional de Antero de Quental, também em Ponta Delgada, onde concluiu o segundo ciclo do ensino liceal, secção de letras. Concluiu apenas o curso de Liceu de Ponta Delgada.

## Carreira
Foi militante da Legião Portuguesa na sua juventude. Iniciou a atividade de jornalista como colaborador desportivo no então diário “Açores” em março de 1947. De 1950 a 1951 colaborou na secção desportiva do semanário “A Ilha”. Em 1952 começou a colaborar como redator desportivo no “Diário dos Açores”, onde se manteve até fevereiro de 1966. Poucos meses após a sua admissão no “Diário dos Açores”, passou a acumular com o cargo de redator desportivo o de redator de temas gerais.
De 1953 até 31 de dezembro de 1974 foi coordenador da informação desportiva do então “Emissor Regional dos Açores”.
De 1 de março de 1966 a 31 de dezembro de 1974 foi redator do salazarista “Correio dos Açores”, chefiando a secção desportiva em acumulação com os trabalhos de redação, a convite do seu chefe de redação, Manuel Ferreira. Lá, foi coordenador da secção desportiva e redator desportivo. Na sua fase de jornalista desportivo, envolveu-se numa polémica com o redator desportivo do semanário A Ilha, Rogério de Azevedo, por motivo da publicação de um Comunicado da Comissão Distrital de Árbitros de Futebol, que se dirigia apenas àquele jornal. A propósito da resposta de Moura, publicada no Correio dos Açores, em 20 de junho de 1967, Rogério de Azevedo responderia com o seu artigo "Para melhor se identificar... / O Redactor Desportivo do «Correio dos Açores» até meteu funil/ presunção e água benta", em 24 de junho de 1967. O jornalista descrevia Moura nos seguintes termos: "A ânsia, a sofreguidão e histerismo jornalístico do Redactor Desportivo do «Correio dos Açores» são, de há muito, conhecidas, nos meios desportivos locais, onde, felizmente, nunca encontrou auditório porque (...) todos conhecem a sua «competência»./ É que aquele Redactor surgiu no panorama desportivo local com a arrogância do catedrático petulante que esconde a falta de mérito atrás do canudo… (...)/ É que estão patentes ao público as «dogmáticas» tiradas do redactor do «Correio» nos jornais e na Rádio todas elas mescladas da sua maldade congénita que é, afinal, a sua maior credencial nestas andanças." A sua carreira jornalística prosseguiu, ao mesmo tempo que aderiu à Ação Nacional Popular (ANP) durante o governo de Marcello Caetano. Em 1973, foi nomeado Presidente da Comissão de Freguesia de São Sebastião, em Ponta Delgada, da ANP, da qual foi expulso no segundo semestre do ano.
Em 1 de janeiro de 1975 assumiu as funções de diretor do então diário “Açores”, passando a 1 de janeiro de 1979 a dirigir o jornal “Açoriano Oriental”, lugar que manteve até 6 de julho de 2000.
Foi correspondente em Ponta Delgada do “Diário de Lisboa”, do “Mundo Desportivo”, da “Agence France Presse” e da “BBC”.
Durante alguns anos foi empresário comercial, dirigindo uma firma fundada por seu pai que, devido a grave doença, teve de abandonar a gerência. Durante esses anos nunca abandonou a atividade jornalística.
Condecorado em julho de 1993 pelo Chefe do Estado-Maior da Armada com a Medalha Naval Vasco da Gama.
Em março de 2001 foi-lhe atribuído pela Câmara Municipal de Ponta Delgada o Diploma de Mérito Municipal.
Em 3 de setembro de 2001, por ocasião do 25º aniversário da instalação da Assembleia Legislativa Regional dos Açores, foi condecorado pelo Presidente da República com o grau de Grande-Oficial da Ordem do Mérito.
Em fevereiro de 2002 a “Fundação Rotária do Rotary International” conferiu-lhe o título de Companheiro Paul Harris, “em reconhecimento à prestação de tangíveis e significantes serviços com o objetivo de fomentar a compreensão e as relações amistosas entre os povos do mundo.”
Em 30 de agosto de 2002 a Assembleia Geral da Associação de Futebol de Ponta Delgada nomeou-o por unanimidade e aclamação Sócio Honorário daquele organismo.
Membro do “Instituto de Estudos de Estudos Estratégicos e Internacionais” desde 1976, de cujo Conselho Geral fez parte, e do “CERIE-Centro de Estudos de Relações Internacionais e Estratégia” da Universidade dos Açores.
Sócio do “Instituto Cultural de Ponta Delgada”, da “Sociedade de Estudos Afonso de Chaves” e membro da Comissão de Toponímia da Câmara Municipal de Ponta Delgada.
Membro do “Rotary Club de Ponta Delgada”, de que já foi presidente, e do “Skal Clube dos Açores” de cuja assembleia geral foi presidente.
Nas eleições presidenciais de 2006, foi mandatário para a Região Autónoma dos Açores da candidatura de Mário Soares.
Morreu a 9 de setembro de 2019, aos 85 anos de idade, no Hospital do Divino Espírito Santo, em Ponta Delgada, onde se encontrava internado.

### Carreira Jornalística no Atual Regime
Depois do 25 de Abril de 1974, foi um dos fundadores da Publiçor, Empresa Insular de Publicidade, Lda., em dezembro de 1974, que comprou o diário Açores, o semanário Açoriano Oriental e a sua proprietária Impraçor.
Apesar do seu passado político, foi nomeado diretor interino do Açores, em 3 de janeiro de 1975. No seu editorial de apresentação afirma: "Vimos confiados e decididos a iniciar um jornal novo, prioritariamente açoriano, tendo como única finalidade promover, na sua verdadeira acepção e dentro das graves responsabilidades da imprensa, o povo destas ilhas (…)./ Estamos desligados de grupos políticos ou económicos e actuaremos com independência a bem do povo açoriano." Manteve-se sempre numa posição ideológica contrarrevolucionária. O escritor Daniel de Sá, que colaborava regularmente no Açores, testemunha o reacionarismo do jornal, qualificando-o de "uma espécie de órgão oficioso da FLA", em que "as mentiras ao serviço do movimento (...) faziam parte da acção psicológica". O próprio Daniel de Sá enfrentaria a censura imposta pela redação do jornal, que recusaria publicar um dos seus artigos contra o separatismo, o que o levaria a deixar de colaborar no Açores. Moura tomaria o apoio da manifestação de 6 de Junho de 1975, em termos demagógicos e fascizantes, defendendo abertamente o separatismo. No seu editorial de 8 de junho de 1975, adota um tom mais moderado, defendendo a autonomia e até a construção do socialismo. Por causa do seu editorial mais polémico, seria preso, mas nunca alvo de um processo por abuso de liberdade de imprensa nem obrigado a demitir-se. Esteve ligado à organização clandestina FLA durante 1975, participando em várias das suas reuniões, juntamente com João Bosco Mota Amaral, Carlos Melo Bento e outros. Abandonaria depois esta organização terrorista.
Ascendeu a diretor do semanário Açoriano Oriental em 1978, passando a diário no ano seguinte. Veio a ser seu diretor de 3 de janeiro de 1979 a 7 de julho de 2000, durante 21 anos.
Depois de abandonar a direção do Açoriano Oriental, passou a colaborar regularmente no Correio dos Açores, onde assinava uma coluna regular juntamente com o antigo diretor do jornal, Jorge do Nascimento Cabral, separatista assumido. Assinou a mesma coluna com Osvaldo Cabral. Colaborou também no jornal Terra Nostra, das Furnas.